# Xã Alma, Quận Marshall, Minnesota
Xã Alma (tiếng Anh: Alma Township) là một xã thuộc quận Marshall, tiểu bang Minnesota, Hoa Kỳ. Năm 2010, dân số của xã này là 88 người.